# آزاد هند
كانت الحكومة الهندية الحرة المؤقتة (عارضی حکومت‌ِ آزاد ہند)، ببساطة آزاد هند، حكومة هندية منفية تأسست في سنغافورة عام 1943.